# Misión en Buenos Aires
Misión en Buenos Aires, que tenia el títol alternatiu de Misión extravagante és una pel·lícula en blanc i negre coproducció de l'Argentina i Espanya dirigida per Ricardo Gascón segons el guió de César Tiempo, Roberto Socoll i Oscar Magdalena sobre l'argument de Carmen Montero que va ser estrenada a l'Argentina el 2 de desembre de 1954 i a Espanya el 16 d'abril de 1956 i que va tenir com a protagonistes a l'ex-torero i actor Mario Cabré, Elisa Christian Galvé, Mario Lanza i Mecha Monterrey.

## Repartiment
- Elisa Christian Galvé …Elsa Ríos
- Mario Cabré …Víctor
- Jorge Lanza …Aldo Fabiani
- Mecha Monterrey …Tilda Tanker
- Alberto Terrones …Sr. Ríos
- Alejandro Maximino …Sr. Solana
- María Armand …Olga de Ríos
- Mario Giusti
- Toscanito
- Miriam Sucre
- Jorge Villoldo
- Victoria Araujo
- Arturo Arcari
- Eduardo Berraondo
- Juan Eulate
- Emilio Fábregas
- Mario Giusti
- Alfredo Herrero
- Ramon Martori i Bassets
- Pedro Mascaró
- Mercedes Monterrey
- César Ojinaga
- Augusto Ordóñez
- César Pombo
- Jesús Puche
- José Soler
- Manuel Soriano
- Ramón Vaccaro
- Luis Villasiul
- Anita Palmero